# 清原憲一
清原 憲一（きよはら けんいち、1950年6月28日 - ）は、元熊本放送（RKK）社員で、同局の元アナウンサー。通称「憲兄ィ」。

## 略歴・人物
熊本県宇土郡三角町（現：宇城市）出身、熊本県立済々黌高等学校、高崎経済大学卒業。1974年RKKに入社。
2010年4月1日付けでアナウンサー職を離れ、報道制作局専任局次長兼RKK学苑長となる。
座右の銘は「一生初心」。

## 担当番組

### 過去の担当番組

#### ラジオ・テレビ
- ニュース番組
- スポーツ番組

#### ラジオ
- きよさんのラジオ夕刊（2010年4月 - 2013年3月、月曜 - 金曜 ）
- アニソン50年史（2013年度、金曜18:20 - 18:30／日曜4:50 - 5:00[再放送]）
- 情報満載鉢盛りラジオ→毎度おなじみ鉢盛りラジオ
- 8時だQ→ラジオだバンバン→夜は気ままに→ほろ酔いトーク→マッキーと憲兄ィのお酒にしましょ（以上5番組はナイターオフシーズンのみ放送されていた。）

### テレビ
- RKKワイド夕方いちばん（水曜スペシャル「それってホント？くまもトリビア」ナレーション）
- 週刊山崎くん（リポーター）